# Cancer immunterapi
Cancer immunterapi (nogle gange kaldet immuno-onkologi) er en kunstig stimulering af immunsystemet til behandling af cancer. Det er anvendelse af grundforskning af cancerimmunologi og det voksende underspeciale onkologi. Metoden udnytter at kræftceller ofte har molekyler på deres overflade, der kan blive opdaget af immunforsvaret, kendt som tumorantigener; de er ofte proteiner eller andre makromolekyler (eksempelvis kulhydrater).
Immunterapi kan blive kategoriseret som som aktiv, passiv eller hybrid (aktiv og passiv). Aktiv immunterapi styrer immunsystemet til at angribe tumorceller med målrettede tumor-antigener. Passiv immunterapi forbedrer eksisterende anti-tumorreaktioner og inkluderer monoklonale antistoffer, lymfocyter og cytokin.
I 2018 modtog James P. Allison og Tasuku Honjo nobelprisen i fysiologi eller medicin for deres forskning i dette felt.